# El Albardinal
El Albardinal es una pedanía del municipio de Torre Pacheco, situado en la comarca del Mar Menor, en la comunidad autónoma de la Región de Murcia, España.

## Datos
- Habitantes: 286
- Pedanía de Torre Pacheco: El Albardinal, engloba además otros núcleos como el Barrio de San Mariano, Los Ponzoas, Las Gilas, El Ostiller y La Campana (diversas casas aisladas).
- Celebra la festividad local el día del Sagrado Corazón de Jesús, festividad movible dentro del calendario litúrgico, entre mayo y julio, siempre viernes, y las fiestas se desarrollan durante todo el fin de semana.

## Contexto
Dista 1,9 km del centro urbano de Torre Pacheco, y está formado por un aglomeración de casas de campo, típicas del Campo de Cartagena, casi todas ellas con más de un siglo de antigüedad, aunque el auge constructivo que experimenta el municipio en la actualidad ha supuesto en la práctica, la agregación de la antigua aldea al casco urbano de Torre Pacheco y que la edilicia haya cambiado construyéndose nuevas edificaciones, totalmente discordantes con la arquitectura tradicional de la zona.

## Etimología
El nombre deriva del albardín (Lygeum spartum), esparto basto, planta gramínea que abundaba en los márgenes y con la que se realizaban gran cantidad de utensilios utilizados tanto en la casa como en el campo.

## Historia
Históricamente exportaban esparto a Roma, Cartago y otras ciudades importantes a través del puerto de Cartagena y, según Estrabón, los lugareños confeccionaban con él la mayor parte de sus enseres: lechos para dormir, antorchas para alumbrarse, amplios sayos con los que se vestían los pastores, cinturones y sandalias. Hoy, en El Albardinal nadie trenza el albardín, aunque aún viven algunos ancianos que lo saben hacer.

## Agricultura
Los campos, divididos por lo general en parcelas diseminadas, irregulares y pequeñas, se destinaban a una agricultura tradicional y se regaban por medio de canales que repartían el agua que se obtenía de las norias movidas por animales; hoy, todos están explotados en régimen de arriendo a grandes compañías y cuentan con sistemas automatizados de riego.
- Datos: Q533944